# Sunday Gulch Trail
 (mai 2021).
Le Sunday Gulch Trail est un sentier de randonnée du comté de Custer, dans le Dakota du Sud, aux États-Unis. Presque entièrement protégée au sein du parc d'État de Custer, cette boucle longue de 5,6 kilomètres est classée National Recreation Trail depuis 1971.